# ヤギェウォ大学
ヤギェウォ大学（ヤギェウォだいがく、ポーランド語: Uniwersytet Jagielloński、略称UJ）は、クラクフにあるポーランド最古の大学。ヤギェロン大学とも呼ばれる。

## 概要
ポーランド第2の都市クラクフに立地する同国を代表する国内最古の総合国立大学である。著名な天文学者ニコラウス・コペルニクスなどが学んだ。QS世界大学ランキング2022で309位で、ポーランド国内ではワルシャワ大学と共にトップクラスの名門校である。
クラクフは、ポーランドで最も歴史ある都市の一つであり、17世紀初頭にワルシャワに遷都するまでは首都であった。同国の工業・文化の主要な中心地でもある。ワルシャワまでは電車で約2時間半で、近隣のカトヴィツェまで約1時間の距離に位置している。
学生総数は約38,000人（学部生・大学院生含む）であり、
同大学の図書館は、ヴォルフガング・アマデウス・モーツァルトとフレデリック・ショパンの自筆楽譜を多数所有していることで知られる。

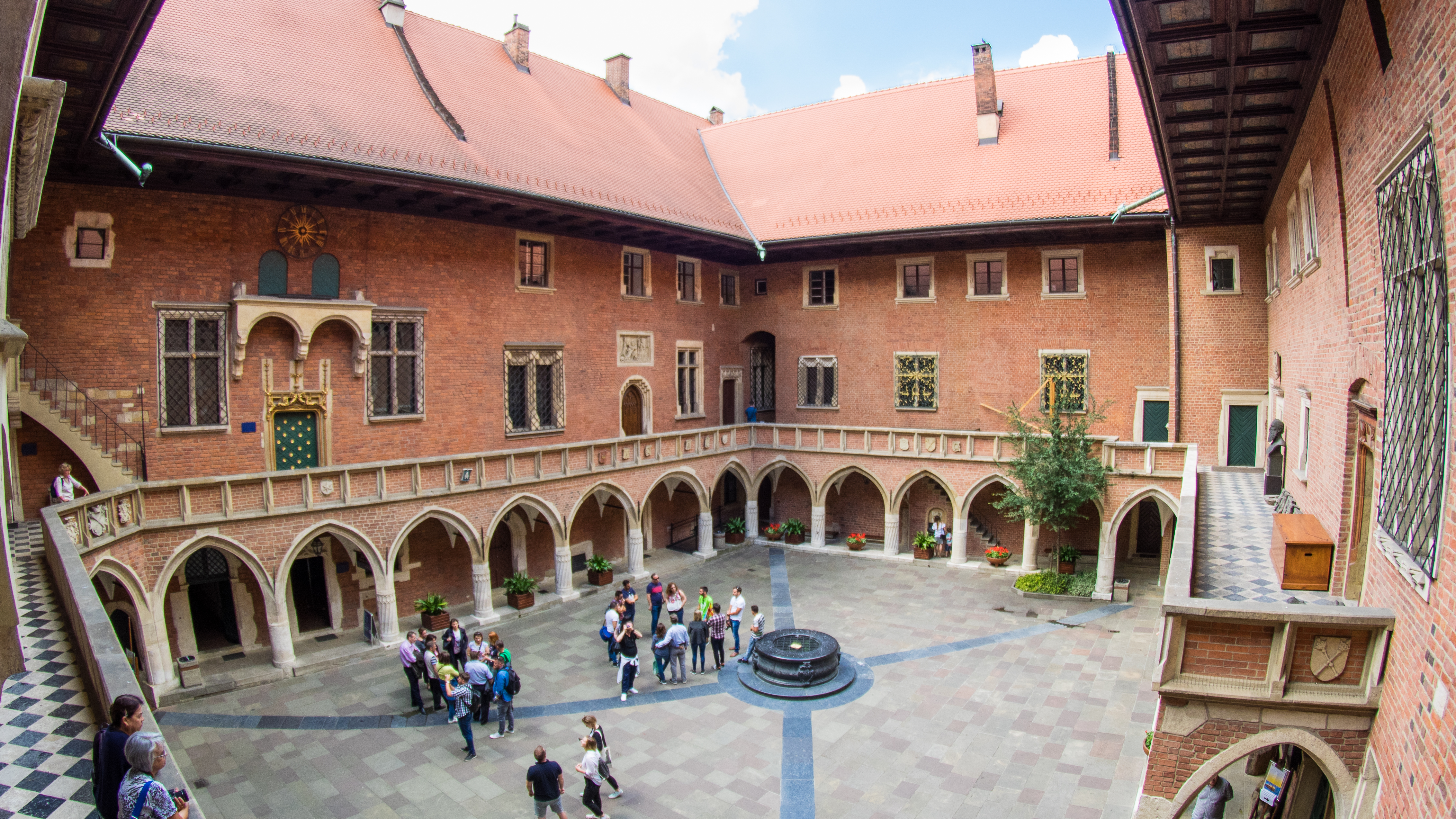
Collegium Maius

## 歴史
1364年、カジミェシュ3世により創建された。スラヴ人によって設立された最初の大学でもある（1348年にカール4世によって設立された現在のチェコ共和国、プラハのカレル大学は当初は神聖ローマ帝国内のボヘミア王国のドイツ系住民のための大学で、ドイツ語文化圏最古の大学であった）。現在の大学名は1817年にヴワディスワフ2世にちなんでつけられたもので、それ以前はクラクフ大学という名称であった。

## 組織
- 法学
- 医学
- 薬学
- 健康科学
- 哲学
- 物理・天文・応用情報科学
- 歴史学
- 文献学
- ポーランド語・ポーランド文学
- 数学・情報科学
- 化学
- 生物学・地球科学
- コミュニケーション科学
- 政治学
- 生化学・生物理学・バイオテクノロジー

## 代表的な出身者
- パヴェウ・ヴウォトコヴィツ（1370頃 - 1435） - 教会法学者、クラクフ大学学長
- アルベルト・ブルゼフスキ (1468頃 - 1495頃) - 天文学者、数学者、哲学者、文学者、外交官
- ニコラウス・コペルニクス（1473 - 1543） - 天文学者
- ヤン・コハノフスキ（1530 - 1584） - 詩人
- ブロニスワフ・マリノフスキ（1884 - 1942） - 人類学者
- カジミェシュ・ヴィエジンスキ（ポーランド語版）（1894 - 1969）- 詩人
- レオ・スターンバック（1908 - 2005） - 化学者
- ヨハネ・パウロ2世（1920 - 2005） - ローマ教皇
- スタニスワフ・レム（1921 - ） - 作家
- ヴィスワヴァ・シンボルスカ（1923 - 2012） - 詩人、ノーベル文学賞受賞者
- クシシュトフ・ペンデレツキ（1933 - 2020） - 作曲家
- アダム・ザガエフスキ（1945 - ） - 詩人
- バーシア（1954 - ） - 歌手、音楽プロデューサー
- ズビグニエフ・プレイスネル（1955 - ） - 作曲家
- ヴワディスワフ・ホルディンスキー (1908 - 1968) - 図書館員